# Gabinety
Gabinety – drugi album zespołu Mafia wydany w 1995 roku.
Nagrania uzyskały status złotej płyty.

## Lista utworów
1. „Tak lubię” – 4:13
2. „Biorca” – 3:49
3. „Wczoraj, inne” – 3:50
4. „Ta smutna” – 4:26
5. „Gabinety marzeń” – 3:18
6. „Ja” – 5:05
7. „Od nowa” – 3:43
8. „Fear” – 5:05
9. „Wiem, że kłamiesz” – 3:21
10. „Ain't forget” – 3:04
11. „Moja mafia” – 3:27
12. „Noce całe” – 5:35